# ACS Agricultural Science & Technology
ACS Agricultural Science & Technology (nach ISO 4-Standard in Literaturzitaten mit ACS Agric. Sci. Technol. abgekürzt) ist eine monatlich erscheinende Fachzeitschrift, die von der American Chemical Society herausgegeben wird. Die Erstausgabe erschien im Februar 2021. In der Fachzeitschrift werden Artikel zu allen Bereichen der Agrarwissenschaft, -technologie und -technik publiziert.
Ursprünglich erschien die Zeitschrift alle zwei Monate, seit 2023 jedoch monatlich.
Chefredakteur ist der Lebensmittelchemiker Thomas Hofmann von der Technischen-Universität München.